# Маккуэстен, Джек
Джек Маккуэстен (1836—1909) — американский торговец пушниной, исследователь штата Аляска, США, и территории Юкон, Канада. В 1874 году основал торговый пост на территории Канады Форт-Релайанс, который более 10 лет был опорной точкой в регионе, а в 1893 году — один из центров золотодобычи на территории Аляски — Сёркл-Сити.

## Биография
Маккуэстен родился в Литчфилде, Нью-Гэмпшир. Ранние годы он провёл на ферме, а в 13 лет вместе с родителями отправился на запад к местам калифорнийской золотой лихорадки. Потом Джек отправился на север, достигнув Британской Колумбии в 1858 году. Маккуэстен занимался золотодобычей на реке Фрейзер в 1863 году. К 1870-м годам Маккуэстен побывал старателем, траппером, а также торговцем компании Гудзонова залива. В 1871 году он был одним из немногих, отправившихся из Британской Колумбии дальше на север. Вместе с Артуром Харпером, Фредериком Хартом и Алфредом Мейо он работал на золотых приисках Оминеки, а в 1873 году достиг Юкона.
В то время позиции Компании Гудзонова залива на территории Юкона были ослаблены в первую очередь из-за того, что Аляска была продана США, представители которых выгнали компанию из Форт-Юкона. Именно эту нишу и занял Джек Маккуэстин, основав торговый пост Форт-Релайанс в 1874 году. Более 10 лет пост был центром деловой активности в регионе и сдал свои позиции только с известиями о золоте на реке Стьюарт. После того как Алфред Мейо создал торговый пост на новом месте, старый был полностью разобран. Часть материала ушла на строительство нового поста, другая — на топливо для речного транспорта.

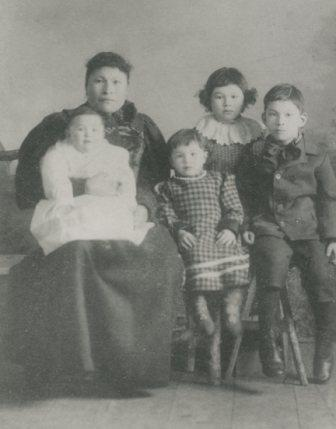
Катерина Маккуэстен с детьми.

В 1893 году Маккуэстен встретил старателей, которые нашли золото на ручье Бирч-Крик. Предвидя торговую активность в регионе, он основал Сёркл-Сити, который к 1895 году стал самым оживлённым местом в этом районе Аляски. В том же году Маккуэстен основал в Сёркл-Сити отделение коммерческой компании Аляски.
После основания поста Форт-Релайанс Маккуэстен продолжил путешествия, в одном из них в 1878 году встретив индейскую женщину Satejdenalno, на которой он женился и дал ей имя Катерина Джеймс Маккуэстен. Она получился образование в русской миссии и была православной. Она свободно разговаривала на английском, русском и ряде местных языков, являясь переводчиком для своего мужа и его торговых партнёров.
В 1897 году Маккуэстен перевёз семью в Калифорнию. Он опасался возможного голода, связанного с наплывом старателей из-за клондайкской золотой лихорадки. В то же время он купил участок на Клондайке и смог получить из этого прибыль.
Маккуэстен скончался в 1909 году, его жена в 1921 году.

## Наследие
Биография Джека Маккуэстена тесно связана с историей Аляски и Юкона, что нашло отражение в увековечении его памяти. Его именем назван один и притоков Юкона, кроме того, Маккуэстен включён в залы славы старателей Аляски и Юкона. Его именем назван один из немногих канадских виски «Yukon Jack».
В 2007 году вышла книга James A. McQuiston о Джеке Маккуэстене. Автор книги проводил генеалогические исследования и считает себя дальним родственником Маккуэстена. В своей работе он использовал исследования историков Юкона, встречался со старателями, а также внуком Маккуэстена, собирая информацию для книги около 40 лет.